# Michael Higgins (Schauspieler)
Michael Patrick Higgins Jr. (* 20. Januar 1920 in Brooklyn, New York; † 5. November 2008 in Manhattan, New York) war ein US-amerikanischer Schauspieler.

## Leben und Karriere
Michael Higgins begann seine Schauspielkarriere in den 1940er-Jahren, in denen er auch als Soldat im Zweiten Weltkrieg diente und die Bronze Star Medal und das Purple Heart erhielt. Er galt als profilierter Bühnenschauspieler und trat vor allem im Raum New York auf.  Sein Debüt am Broadway machte er 1946 in Antigone an der Seite von Katharine Cornell und Sir Cedric Hardwicke als „dritte Wache“. Anschließend spielte er am Broadway unter anderem 1951 als Benvolio in Romeo und Julia neben Olivia de Havilland, 1955 in Jeanne oder Die Lerche an der Seite von Christopher Plummer und Julie Harris sowie 1973 in Eugene O’Neills The Iceman Cometh mit James Earl Jones. Higgins spielte in der Broadway-Premiere von Peter Shaffers Equus die Rolle des Frank Strang, dessen jugendlicher Sohn mehreren Pferden die Augen ausgestochen hat, was ihm herausragende Kritiken einbrachte. Für seine Auftritte in Arthur Millers Hexenjagd (als John Proctor) sowie in David Mamets Reunion wurde er mit zwei Obie Awards ausgezeichnet.
Higgins machte bereits 1948 sein Filmdebüt als Soldat in dem billig produzierten Kriegsfilm Shades of Gray von Joseph Henabery. In den folgenden zwei Jahrzehnten stand er als Gastdarsteller für viele US-Fernsehserien vor der Kamera und spielte 1958 die Hauptrolle eines psychopathischen Serienmörders in Irving Lerners B-Movie Edge of Fury. Erst ab den 1970er-Jahren war er regelmäßig in Kinofilmen zu sehen, üblicherweise in Nebenrollen. 1970 war er als Bankräuber Norman in dem unabhängig produzierten Sozialdrama Wanda von Barbara Loden zu sehen, das bei den Filmfestspielen von Venedig ausgezeichnet wurde. Unter Regie von Francis Ford Coppola spielte er einen der Berufskollegen von Gene Hackmans Figur in Der Dialog (1974) und den Lehrer Mr. Harrigan in Rumble Fish (1983). Higgins trat außerdem in zwei Filmen von Woody Allen, in der Horrorsatire Die Frauen von Stepford (1975), in dem erfolgreichen Pferdestreifen Der schwarze Hengst (1979) und in David Mamets Komödie State and Main (2000) auf. Eine markante Nebenrolle hatte er 1987 als bestechlicher Arzt in dem Psychothriller Angel Heart an der Seite von Mickey Rourke. Noch in seinem Todesjahr erschienen zwei Kinofilme, in denen er jeweils kleine Nebenrollen innehatte.
Higgins war vom 2. Mai 1946 bis zu seinem Tod 62 Jahre später mit Elizabeth Lee Goodwin verheiratet, das Paar hatte drei Kinder. Er starb im November 2008 im Alter von 88 Jahren an Herzversagen.

## Filmografie (Auswahl)
- 1948: Shades of Gray
- 1958: Edge of Fury
- 1961–1965: Preston & Preston (The Defenders, Fernsehserie, 4 Folgen)
- 1963/1964: Rauchende Colts (Gunsmoke; Fernsehserie, 2 Folgen)
- 1967: Die Leute von der Shiloh Ranch (The Virginian; Fernsehserie, 1 Folge)
- 1969: Das Arrangement (The Arrangement)
- 1970: Wanda
- 1971: Verzweifelte Menschen (Desperate Characters)
- 1974: Der Dialog (The Conversation)
- 1975: Die Frauen von Stepford (The Stepford Wives)
- 1978: Ein Feind des Volkes (An Enemy of the People)
- 1978: König der Zigeuner (King of the Gypsies)
- 1979: Die Verführung des Joe Tynan (The Seduction of Joe Tynan)
- 1979: Der schwarze Hengst (The Black Stallion)
- 1981: The Bronx
- 1981: Tod auf dem Campus (Kent State; Fernsehfilm)
- 1982: Eine Sommernachts-Sexkomödie (A Midsummer Night’s Sex Comedy)
- 1983: Rumble Fish
- 1985: Ticket zum Himmel (Seven Minutes in Heaven)
- 1987: Angel Heart
- 1988: Crusoe
- 1989: Dead Bang – Kurzer Prozess (Dead Bang)
- 1989: New Yorker Geschichten (New York Stories)
- 1991/1999: Law & Order (Fernsehserie, 2 Folgen)
- 1992: Wind
- 1992: Der Außenseiter (School Ties)
- 1996: Lockruf des Meeres (Calm at Sunset; Fernsehfilm)
- 1998: The Impostors – Zwei Hochstapler in Not (The Impostors)
- 1999: Ticket to Love (Just the Ticket)
- 2000: State and Main
- 2002: Swimfan
- 2006: Off the Black
- 2007: Die Geschwister Savage (The Savages)
- 2008: Synecdoche, New York
- 2008: Big Fat Important Movie